# Alfred von Böckmann

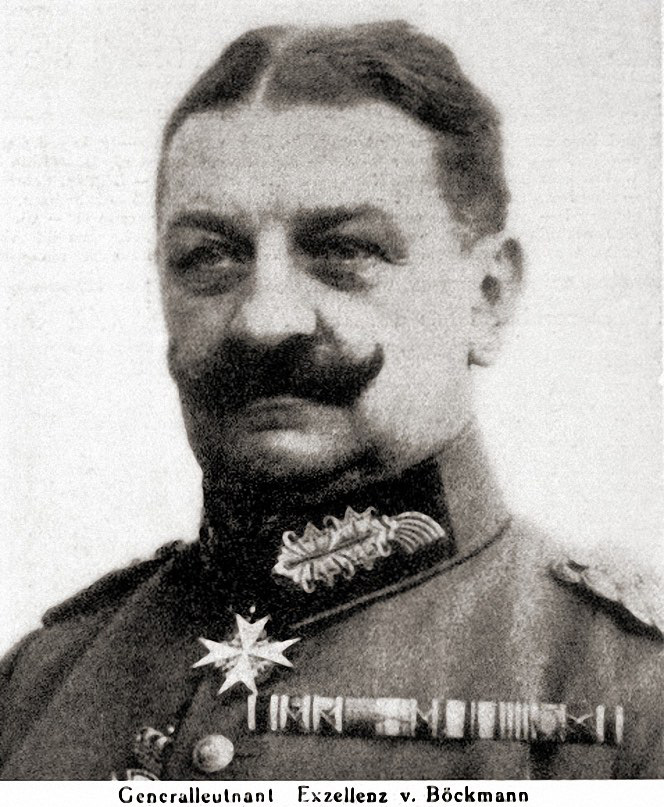
Alfred von Böckmann

Alfred Hans Emil Friedrich von Böckmann (* 29. September 1859 in Potsdam; † 19. November 1921 in Bad Wildungen) war ein preußischer Generalleutnant im Ersten Weltkrieg.

## Leben
Seine Eltern waren der preußische Oberstleutnant Wilhelm von Böckmann und dessen Ehefrau Anna, geborene Wentzel. Er besuchte die preußische Kadetten-Hauptanstalt in Groß-Lichterfelde und war dort 1879 Portepee-Unteroffizier. Bei der Geburt seines ältesten Sohnes Herbert von Böckmann im Jahr 1886 war er als Sekondeleutnant in Bremen stationiert. Am 20. April 1909 erhielt von Böckmann seine Beförderung zum Oberst und wurde Chef des Generalstabes des XIV. Armee-Korps in Karlsruhe. Man beförderte ihn am 27. Januar 1913 zum Generalmajor und gab ihm das Kommando der 75. Infanterie-Brigade in Allenstein.
Im Rahmen der 37. Division (Generalmajor von Staabs) wurde seine Brigade mit Ausbruch des Ersten Weltkriegs an der Ostfront eingesetzt. Bei den Abwehrkämpfen in Ostpreußen kämpfte er während der Schlacht von Tannenberg und an den Masurischen Seen. Am 15. August 1915 erfolgte seine Versetzung auf den Dienstposten als Generalstabschef der 8. Armee und dann Generalstabschef der Heeresgruppe Below/Scholtz. Am 8. August 1917 wurde ihm das Kommando über das III. Reserve-Korps übertragen und am 5. September des gleichen Jahres folgte die Ernennung zum Kommandierenden General des XIV. Armee-Korps. In seiner letzten Verwendung während des Krieges war er vom 2. November 1917 bis Kriegsende Führer des Gardekorps. Am 30. September 1919 bewilligte man seinen Abschied und versetzte Böckmann in den Ruhestand.

## Familie
Er war verheiratet mit Clara Adolfine Ernestine von Wersebe (1861–1954) und hatte mit ihr mehrere Kinder. Sein ältester Sohn Herbert wurde Flieger und Stabsoffizier im Ersten Weltkrieg und war im Zweiten Weltkrieg General der Infanterie.

## Auszeichnungen
- Roter Adlerorden III. Klasse mit der Schleife und mit Krone[3]
- Kronenorden II. Klasse[3]
- Preußisches Dienstauszeichnungskreuz[3]
- Komtur II. Klasse des Hausordens Albrechts des Bären[3]
- Komtur II. Klasse des Ordens vom Zähringer Löwen[3]
- Offizierskreuz des Bayerischen Militärverdienstordens[3]
- Komtur II. Klasse des Ordens Philipps des Großmütigen[3]
- Komtur des Greifenordens[3]
- Reußisches Ehrenkreuz II. Klasse[3]
- Offizierskreuz des Albrechts-Ordens[3]
- Ehrenkreuz von Schwarzburg III. Klasse[3]
- Eisernes Kreuz (1914) II. und I. Klasse
- Komtur des Königlichen Hausordens von Hohenzollern mit Schwertern im März 1915
- Pour le Mérite am 8. Oktober 1916
  - Eichenlaub zum Pour le Mérite  am 1. Juni 1917[4]